# Esquí de fons als Jocs Olímpics d'hivern de 1952
Als Jocs Olímpics d'Hivern de 1952 celebrats a la ciutat d'Oslo (Noruega) es disputaren quatre proves d'esquí de fons, tres en categoria masculina i una en categoria femenina. Aquesta fou la primera vegada que s'introduí una prova en aquesta última categoria.
Les proves es realitzaren entre els dies 18 i 23 de febrer de 1952 a les instal·lacions d'Oslo. Hi participaren un total de 138 esquiadors de fons, entre ells 118 homes i 20 dones, de 19 comitès nacionals diferents.

## Resum de medalles

### Categoria masculina
| Prova                   | Or                                                                  | Argent                                                                       | Bronze                                                                 |
| 18 km Detalls           | Hallgeir Brenden                                                    | Tapio Mäkelä                                                                 | Paavo Lonkila                                                          |
| 50 km Detalls           | Veikko Hakulinen                                                    | Eero Kolehmainen                                                             | Magnar Estenstad                                                       |
| 4x10 km relleus Detalls | FinlàndiaHeikki Hasu · Paavo Lonkila · Urpo Korhonen · Tapio Mäkelä | NoruegaMagnar Estenstad · Mikal Kirkholt · Martin Stokken · Hallgeir Brenden | SuèciaNils Täpp · Sigurd Andersson · Enar Josefsson · Martin Lundström |

### Categoria femenina
| Prova         | Or            | Argent          | Bronze         |
| 10 km Detalls | Lydia Wideman | Mirja Hietamies | Siiri Rantanen |

## Medaller
| Posició | País      | Or | Argent | Bronze | Total |
| 1       | Finlàndia | 3  | 3      | 2      | 8     |
| 2       | Noruega   | 1  | 1      | 1      | 3     |
| 3       | Suècia    | 0  | 0      | 1      | 1     |
|         |           |    |        |        |       |
| Total   | Total     | 4  | 4      | 4      | 12    |